# Estación de Nanclares
Nanclares (oficialmente según Adif, Nanclares-Langraiz) es una estación ferroviaria situada en la localidad española de Nanclares de la Oca en la provincia de Álava, comunidad autónoma del País Vasco. Cuenta con servicios de Media Distancia operados por Renfe.

## Situación ferroviaria
La estación se encuentra en el punto kilométrico 479,211 de la línea férrea de ancho convencional que une Madrid con Hendaya a 486,79 metros de altitud, entre las estaciones de La Puebla de Arganzón y Vitoria. El tramo es de vía doble y está electrificado.

## Historia
La estación fue inaugurada el 13 de abril de 1862 con la puesta en marcha del tramo Mirada de Ebro-Olazagutia (Alsasua) de la línea radial Madrid-Hendaya. Su explotación inicial quedó a cargo de la Compañía de los Caminos de Hierro del Norte de España quien mantuvo su titularidad hasta que en 1941 fue nacionalizada e integrada en la recién creada RENFE.
Desde el 31 de diciembre de 2004 Renfe Operadora explota la línea mientras que Adif es la titular de las instalaciones ferroviarias.

## La estación
Al igual que otras estaciones de este tramo como Alegría de Álava o Salvatierra, el antiguo edificio de viajeros construido por Norte ha sido sustituido por uno más sencillo y funcional. Éste es un pequeño edificio de dos plantas; la segunda funciona como vivienda, mientras que en la planta baja se venden los billetes y hay una pequeña sala de espera. La fachada es de ladrillo naranja, y en la pared que separa el desnivel que hay entre las dos partes del tejado se puede apreciar la inscripción "NANCLARES", la cual está presente desde los años 60.
Cuenta con tres andenes, uno lateral y dos centrales, al que acceden cuatro vías. Los cambios de vía se realizan a nivel. 

## Servicios ferroviarios

### Media Distancia
La estación dispone de amplias conexiones de Media Distancia que permiten viajar a destinos como Irún, Miranda de Ebro, Vitoria o Zaragoza.
| Línea MD | Servicio        | Origen/Destino      | Paradas intermedias | Destino/Origen      |
| -------- | --------------- | ------------------- | --- | ------------------- |
| 25       | Regional Exprés | Miranda de Ebro     | Manzanos · La Puebla de Arganzón · Nanclares · Vitoria · Alegría de Álava · Salvatierra de Álava · Araya · Alsasua · Legazpi · Zumárraga · Beasáin · Ordicia · Tolosa · Villabona-Cizúrquil · Andoáin-Centro · Hernani-Centro · San Sebastián · Pasajes · Lezo-Rentería · | Irún                |
| 25       | Regional Exprés | Irún                | Lezo-Rentería · Pasajes · San Sebastián · Tolosa · Ordicia · Beasáin · Zumárraga · Legazpi · Alsasua · Araya · Salvatierra de Álava · Alegría de Álava · Vitoria · Nanclares · La Puebla de Arganzón | Miranda de Ebro     |
| 25       | Regional Exprés | Vitoria             | Nanclares · La Puebla de Arganzón · Manzanos | Miranda de Ebro     |
| 26       | Regional Exprés | Miranda de Ebro     | Manzanos · La Puebla de Arganzón · Nanclares · Vitoria · Alegría de Álava · Salvatierra de Álava · Araya · Alsasua-Pueblo · Echarri-Aranaz · Huarte-Araquil · Pamplona · Tafalla · Olite · Marcilla de Navarra · Villafranca de Navarra · Castejón de Ebro · Tudela de Navarra · Ribaforada · Cortes de Navarra · Gallur · Luceni · Pedrola · Cabañas de Ebro · Alagón · Casetas · Utebo · Zaragoza-Delicias · Zaragoza-Portillo · Zaragoza-Goya | Zaragoza-Miraflores |
| 26       | Regional Exprés | Zaragoza-Miraflores | Zaragoza-Goya · Zaragoza-Portillo · Zaragoza-Delicias · Utebo · Casetas · Alagón · Luceni · Gallur · Cortes de Navarra · Ribaforada · Tudela de Navarra · Castejón de Ebro · Villafranca de Navarra · Marcilla de Navarra · Olite · Tafalla · Pamplona · Huarte-Araquil · Echarri-Aranaz · Alsasua-Pueblo · Araya · Salvatierra de Álava · Alegría de Álava · Vitoria · Nanclares · La Puebla de Arganzón · Manzanos                             | Miranda de Ebro     |
| 26       | Regional Exprés | Pamplona            | Huarte-Araquil · Echarri-Aranaz · Alsasua-Pueblo · Araya · Salvatierra de Álava · Alegría de Álava · Vitoria · Nanclares · La Puebla de Arganzón · Manzanos | Miranda de Ebro     |